# (7468) Anfimov
(7468) Anfimov (1990 UP11) – planetoida z pasa głównego asteroid okrążająca Słońce w ciągu 5,31 lat w średniej odległości 3,04 j.a. Odkryta 17 października 1990 roku.